# Liriomyza chilensis
Liriomyza chilensis är en tvåvingeart som först beskrevs av Malloch 1934.  Liriomyza chilensis ingår i släktet Liriomyza och familjen minerarflugor. Inga underarter finns listade i Catalogue of Life.